# セロ弾きのゴーシュ (1953年の映画)
『セロ弾きのゴーシュ』（セロひきのゴーシュ）は、宮沢賢治の童話『セロ弾きのゴーシュ』を原作として、人形劇をカメラで撮影して制作された、1953年の日本映画。「日本で最初の長編・総天然色・人形劇・音楽映画」と宣伝された。撮影は35ミリミッチェルで、小西六のテクニカラー方式の巨大なカメラでは身長50センチほどの人形の撮影が出来ず、日本初のコニカラーネガを使用。廃工場を臨時スタジオとし、冷房のない時代、熱風地獄の中で三ヶ月半の撮影。撮影の後、音楽製作に入り、伊福部昭氏の指揮するオーケストラの生演奏を録音。チェロは井上頼豊で素晴らしい演奏が録音されたが、完成プリントでは音声と画面の次元がずれて、プリントは日ごとに退色。ニュープリントを作っても結果は同じであった。一年かかって完成したが、ネガ、プリント共に退色は著しかった。後に「幻のフィルム」ともされるのはこのことからであると推察される。35ミリミッチェルで撮影された事実は、現場の撮影風景の写真が残っていることから明らかである。現存するフィルムは16mm、さくらカラー、5巻である。
2014年現在、ソフト化はされておらず、上映もほとんどないが、2011年7月9日・10日には神戸映画資料館で上映された。

## 制作
映画の制作は、1953年3月に決定。撮影はカメラ、ライトなどをベテランの森永監督、人形劇の方を川尻泰司氏が監督。助監督の髙橋克雄はカメラの撮影アングルを自由に決められることを喜んだが、人形の装置やバレ隠しに苦難した。田畑精一ら人形劇団プーク美術部が作業に入ったが、後に、山田三郎らプーク出身者たちが作業に加わり、最終的な人形のデザインなどは山田によるものがメインとなった。
撮影は、狛江市のジューキミシンの工場施設を借用した仮設のスタジオで行なわれた。利光貞三も、撮影時の美術スタッフに装置の責任者として参加していた。
原作中に登場する「インドのとらがり」、「愉快な馬車屋」など架空の楽曲は伊福部昭が作曲し、「第六交響曲」はベートーヴェンの『田園』が用いられた。演奏は、チェロの井上頼豊と、東京フィルハーモニー交響楽団によって行なわれた。
映画『セロ弾きのゴーシュ』の制作は、人形劇団プークが1950年代以降のテレビ放送の草創期から各局の番組制作に関わる契機となり、後のスタジオ・ノーヴァへと受け継がれた。